# Peromyscus polionotus
Peromyscus polionotus е вид гризач от семейство Мишкови (Muridae). Възникнал е преди около 1,8 млн. години по времето на периода кватернер. Видът не е застрашен от изчезване.

## Разпространение и местообитание
Разпространен е в САЩ (Алабама, Джорджия, Мисисипи, Северна Каролина, Тенеси, Флорида и Южна Каролина).
Обитава пустинни области, места с песъчлива почва, ливади, храсталаци, дюни, савани, крайбрежия и плажове в райони с умерен климат, при средна месечна температура около 18,6 градуса.

## Описание
Теглото им е около 14,3 g.
Продължителността им на живот е около 5,5 години.